# Robert Ojo
Robert Ojo (* 29. April 1941 in Ikare, Ondo; † 27. März 2014 in Ibadan) war ein nigerianischer Sprinter.
Bei den Olympischen Spielen 1968 in Mexiko-Stadt erreichte er über 100 m das Viertelfinale und wurde in der 4-mal-100-Meter-Staffel mit der nigerianischen Mannschaft im Halbfinale disqualifiziert.
1970 schied er bei den British Commonwealth Games in Edinburgh über 200 m im Viertelfinale aus und kam in der 4-mal-100-Meter-Staffel auf den siebten Platz.
Bei den Olympischen Spielen 1972 in München erreichte er über 400 m das Viertelfinale und schied in der 4-mal-400-Meter-Staffel im Vorlauf aus.

## Persönliche Bestzeiten
- 100 m: 10,4 s, 1968
- 400 m: 46,39 s, 5. August 1972, London